# Olearia erubescens
Olearia erubescens (лат.) — кустарник, вид рода Olearia семейства Астровые (Asteraceae), произрастающий в Австралии. Кустарник с жёсткими колючими листьями и белыми ромашковидными цветками высотой до 2 м.

## Ботаническое описание

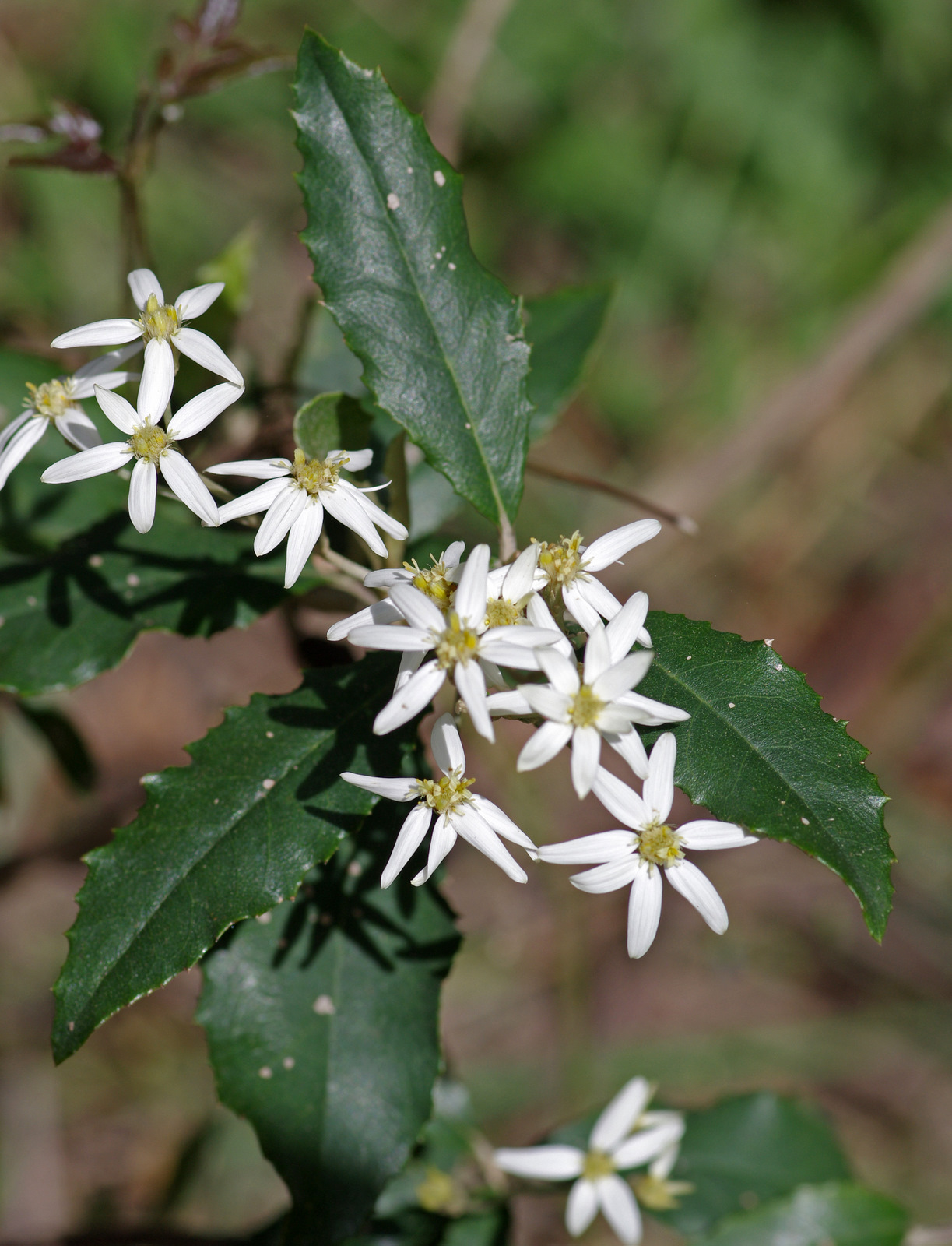
Листья и цветки O. erubescens

Olearia erubescens — раскидистый древесный кустарник высотой 0,5-2 м и шириной 0,5-1 м для растений на низких высотах на пастбищах и в лесистых оврагах. На бо́льших высотах растение вырастает корявым и гораздо ниже: до 40 см в высоту. Веточки густо спутаны мягкими беловатыми «Т»-образными волосками. Гладкая верхняя поверхность листа тёмно-зелёная, плоская и жёсткая, с характерной бледной сетью жилок. Листья на коротком черешке длиной 11 мм, расположены попеременно, могут быть редкими или скученными и заканчиваются острым кончиком. Листья от узкоовальных до продолговатых, длиной около 15-125 мм и шириной 3-20 мм с маленькими грубыми неправильными зубцами или слегка лопастными зазубринами по краю. Нижняя сторона листа густо покрыта белыми волосками, иногда красноватыми в молодом возрасте. Соцветие состоит из 4-8 белых цветков, иногда розовато-лиловых, диаметром около 15-31 мм, распускающихся на концах ветвей на цветоносе длиной около 1-4 см. Соцветия располагаются в пазухах листьев на побегах прошлого сезона. Центр цветка жёлтый. Конусообразные прицветники расположены рядами по 3-5 и 4,5-7 мм в длину и покрыты густыми шелковистыми плоскими волосками. Цветёт с сентября по январь. Сухой плод односемянный узкоцилиндрический длиной 3-4 мм ребристый.

## Таксономия
Olearia erubescens была впервые официально описана Францем Зибером как Aster erubescens, но он не опубликовал описание. В 1826 году Курт Шпренгель опубликовал описание в своей книге Systema Vegetabilium. Леопольд Диппель в 1889 году описал Olearia erubescens и опубликовал описание в Handbuch der Laubholzkunde.
Огюстен Декандоль опубликовал описание Eurybia erubescens в Prodromus Systematis Naturalis Regni Vegetabilis в 1836 году, но не сослался на предыдущее описание Шпренгеля 1826 года. 
Видовой эпитет — от латинского значения «краснеть», «краснеющий», что, возможно, относится к молодым побегам, которые иногда имеют красноватый оттенок.

## Распространение и местообитание
Olearia erubescens — эндемик Австралии. Вид широко распространён на побережье и его ареал простирается от Голубых гор на запад до Оринджа и Дрейка на Северных плоскогорьях Нового Южного Уэльса. Также встречается в Южной Австралии, Виктории и на Тасмании. Растёт в скалистых местах, склерофитовых лесах, редколесьях и горных лесах.